# 克拉斯尼科利亞金
50°56′47″N 33°2′31″E / 50.94639°N 33.04194°E
克拉斯尼科利亞金（烏克蘭語：Красний Колядин），是烏克蘭北部的村莊，隸屬切爾尼希夫州的普里盧基區。該村始建於1636年，面積0.33平方公里，海拔高度153米，2001年人口1,039，人口密度每平方公里3,110.8人。